# 李倩 (拳击运动员)
李倩（1990年6月6日—），生于河南商丘宁陵县，2007年17岁时随父母移居内蒙古鄂尔多斯，中国女子中量級拳击运动员，三屆奥运会拳擊金银铜牌得主。

## 简历
青少年时期她曾是一名篮球后卫，就读于内蒙古体育职业学院，后来遇到拳击教练哈达巴特尔改练拳击，2007年入选内蒙古拳击队。2014年获得仁川亚运会拳击女子75公斤级银牌，2014年世界女子拳击锦标赛75公斤级比赛亚军。2015年亚洲女子拳击锦标赛中获得1枚银牌。曾就读于中国海洋大学。
2016年8月19日，她在2016年里约奥运会拳击女子中量级（69-75kg）半决赛中，1:2败于荷兰选手瑙赫卡·丰泰因（Nouchka Fontijn）获得一枚铜牌。
2021年，她参加2020年夏季奥林匹克运动会中国代表团参加拳击女子75公斤级比赛。8月8日，她在决赛中不敌英国的劳伦·普莱斯（Lauren Price）夺得银牌，这也是中国代表团在该届奥运会获得的最后一枚奖牌。
2024年8月10日，在2024年夏季奧林匹克運動會女子中量級拳擊比賽75公斤级决赛中，她以4比1击败巴拿马的雅典伊娜·贝隆，终于赢得金牌，至此参加了三屆奧運會集齊金銀銅牌，成为史上第一位在三届奥运会拳击比赛都获得奖牌的女性。这也是中国拳击队在本届奥运会上夺得的第三枚金牌。